# Frank McDougall
Douglas Francis McDougall, detto Frank (Glasgow, 21 febbraio 1958 – 1º ottobre 2023), è stato un calciatore scozzese, di ruolo attaccante.

## Palmarès

### Club

#### Competizioni nazionali
- Campionato scozzese: 1

Aberdeen: 1984-1985
- Coppa di Scozia: 1

Aberdeen: 1985-1986